# 昨日にさよなら
「昨日にさよなら」（きのうにさよなら）は、古内東子16枚目のシングル。2000年8月2日にソニー・レコードからリリースされた。

## 収録曲
作詞・作曲：古内東子　編曲：村島一郎
1. 昨日にさよなら
  - トリンプ・インターナショナル「恋するブラ」CMソング
2. エンドロール
3. 昨日にさよなら （backracks）